# Какабадзе, Заал Абесаломович
Заал Абесаломович Какабадзе (груз. ზაალ აბესალომის ძე კაკაბაძე; 18 января 1935, Батуми, Социалистическая Советская Республика Грузия — июнь 2012) — советский грузинский кинорежиссёр.
Заал Какабадзе является зачинателем нового жанра — кино-балета в грузинском кинематографе.

## Биография
Окончил ВГИК (мастерская Ильи Копалина). Работал кинорежиссёром на Грузинской студии научно-популярных и документальных фильмов и на студии «Грузинский телефильм». Создал около 70 художественных, документальных и музыкальных фильмов.

## Фильмография
Режиссёрские работы
1. 1960 — «Сталь и человек» (1960)
2. 1963 — «Слово лечит» (1963 г)
3. 1963 — «Труд и творчество» (1963)
4. 1964 — «Скрипичная рапсодия» (1964)
5. 1965 — «Швилика» (1965)
6. 1966 — «Отголосок» (1966)
7. 1967 — «Мелодии Грузии» (1967)
8. 1967 — «Это Грузия» (ТВ) (1967)
9. 1969 — «Маленькая песня» (ТВ) (1969)
10. 1970 — «Колхидская сюита» (ТВ) (1970)
11. 1970 — «Орэра, полный вперед!» (ТВ) (1970)
12. 1972 — «Концерт дружбы»(ТВ) (1972)
13. 1973 — «Мзиури» (ТВ) (1973)
14. 1973 — «Один съемочный день» (ТВ) (1973)
15. 1976 — «Мцыри» (ТВ) (1976), (по поэме М. Ю. Лермонтова) обладатель Гран-При на Международных кинофестивалях в Нью-Йорке и Чикаго (хранится в фильмохранилищах Лос-Анджелеса и Линкольновского центра)
16. 1978 — «Любовь, Иверия и…» (1978)
17. 1978 — «Младшая сестра» (ТВ) (1978)
18. 1979 — «Лауреаты» (ТВ) (1979)
19. 1980 — «Мартве» (ТВ) (1980)
20. 1980 — «Поет Гюлли Чохели» (ТВ) (1980)
21. 1981 — «Поет Медея Дзидзигури» (ТВ) (1981)
22. 1984 — «Прометей» (ТВ) (1984)(на музыку Александра Скрябина «Поэма огня») получил Первый Приз на кинофестивале в Киеве
23. 1986 — «Двенадцатая ночь или что угодно» (ТВ) (1986) (по мотивам комедии Шекспира) обладатель Гран-При на международных фестивалях «ARABESQUE» и «GOLDEN FLEECE-88» (признан лучшим кино-балетом всех времен и народов)
24. 1988 — «Счастливое путешествие» (1978 г.)
25. 1990 — «Али-Баба и сорок разбойников» (ТВ) (1990) художественный музыкальный фильм (по мотивам восточных сказок Шахразады) получил призы на Международных фестивалях «GOLDEN FLEECE-90» и «POST-MONTREUX-92».
26. 1992 — «Солнце, воздух и НА-НА» (1992)
27. 1994 — «Гибель империи» (ТВ) (1994)
28. 1997 — «Подарок» (ТВ) (1997)
29. 2001 — «Пианистов второй» (ТВ) (2001)
30. 2003 — «Гиги» (ТВ) (2003)
31. 2003 — «Именем родины» (ТВ) (2003)

Сценарист
1. 1967 — «Мелодии Грузии» (1967)
2. 1969 — «Маленькая песня» (ТВ) (1969)
3. 1970 — «Колхидская сюита» (ТВ) (1970)
4. 1970 — «Орэра, полный вперед!» (ТВ) (1970)
5. 1972 — «Концерт дружбы»(ТВ) (1972)
6. 1973 — «Мзиури» (ТВ) (1973)
7. 1973 — «Один съемочный день» (ТВ) (1973)
8. 1978 — «Любовь, Иверия и…» (1978)
9. 1980 — «Мартве» (ТВ) (1980)
10. 1980 — «Поет Гюлли Чохели» (ТВ) (1980)
11. 1981 — «Поет Медея Дзидзигури» (ТВ) (1981)
12. 1992 — «Солнце, воздух и НА-НА» (1992)
13. 1994 — «Гибель империи» (ТВ) (1994)
14. 1997 — «Подарок» (ТВ) (1997)
15. 2001 — «Пианистов второй» (ТВ) (2001)
16. 2003 — «Гиги» (ТВ) (2003)
17. 2003 — «Именем родины» (ТВ) (2003)